# Чжуан Фэнган
Чжуан Фэнган (кит. 庄逢甘; 11 февраля 1925, Чанчжоу, провинция Цзянсу, Китайская Республика — 8 ноября 2010, Пекин, КНР) — китайский физик, специалист в области аэродинамики, один из разработчиков космической программы Китая. Академик Китайской академии наук (1980) и Международной академии астронавтики (1985).

## Биография
Родился 11 февраля 1925 года в Чанчжоу, провинция Цзянсу в семье Чжуан Деченг и Пан Шужень. Младший брат — Чжуан Фенчен, специалист по ракетным двигателям и инженерной теплофизике, академик Китайской академии наук (2001).
В 1942 году окончил Наньянскую экспериментальную среднюю школу.
В 1946 году окончил Университет Цзяотун по кафедре аэрокосмической техники.
В 1950 году окончил Калифорнийский технологический институт (изучал аэрокосмическую технику и математику) со степенью доктора философии, защитив под научным руководством Ханса Липмана диссертацию по теме «К статистической теории турбулентности» (специальность 76 — механика жидкости). Также его учителями здесь Фрэнк Марбл и Цянь Сюэсэнь.
Преподавал в Шанхайском университете транспорта и Военно-инженерном институте НОАК в Харбине. Был научным сотрудником Института математики Китайской академии наук. После этого последовательно занимал должность директора Пекинского института аэродинамических исследований, заместитель директора Китайского исследовательского института ракетной техники, заместителя директора Китайского центра исследований и разработок в области аэродинамики, главного инженера Министерства аэрокосмической промышленности КНР, заместителя директора Комиссии по науке и технике, заместителя председателя Китайской ассоциации по науке и технике, председателя Китайского аэродинамического общества, председатель Китайского общества механиков, председатель Китайского аэрокосмического общества.
Депутат Всекитайского собрания народных представителей III созыва (с декабря 1964 года по январь 1975 года).
Член Народного политического консультативного совета Китая.
С 2000 года — президент Китайской ассоциации исследования культов.

## Научные труды
- Chuang, Feng-kan and C. E. Magune. “Treatment of septic tank by an anaerobic-aerobic process.” (1976).
- Chuang, Feng-kan and James D. Winefordner. “Jet Engine Oil Analysis by Atomic Absorption Spectrometry with Graphite Filament.” // Applied Spectroscopy[англ.] 28 (1974): 215—218. doi:10.1366/000370274774332579
- Molnar, C. J., Feng-kan Chuang and James D. Winefordner. “Emission from atomic vapor produced in a tubular vitreous carbon-furnace.” (1975). doi:10.1016/0584-8547(75)80017-6
- Chuang, F., & Winefordner, J.D. (1975). Atomic Fluorescence Spectrometry with an Eimac Continuum Excitation Source and a Graphite Filament Atomizer. // Applied Spectroscopy[англ.], 29, 412—417. doi:10.1366/000370275774455789
- Chuang, Feng-kan, David F. S. Natusch and Kelly R. O'Keefe. “Evaluation of a self-scanned photodiode array spectrometer for flame atomic absorption measurements.” (1978). doi:10.1021/ac50025a039
- Ratzlaff, Kenneth L., Feng-kan Chuang, David F. S. Natusch and Kelly R. O'Keefe. “Computer-controlled dual wavelength spectrophotometer.” (1978). doi:10.1021/ac50035a022
- Chuang, Feng-kan and Yu-lan Chu. “Tenth International Conference on Numerical Methods in Fluid Dynamics : proceedings of the conference, held at the Beijing Science Hall, Beijing, China, June 23-27, 1986.” (1986).